# ارلنباخ (کال)
ارلنباخ (به آلمانی: Erlenbach) یک رود در آلمان است که در بایرن واقع شده‌است.